# Centeno (Santa Fe)
Centeno is een plaats in het Argentijnse bestuurlijke gebied San Jerónimo in de provincie Santa Fe. De plaats telt 3.263 inwoners.